# Näsijärvi
Näsijärvi – jezioro w południowej Finlandii, w regionie Pirkanmaa. Powierzchnia jeziora wynosi 254,64 km², co czyni je największym jeziorem w regionie Pirkanmaa oraz 16. jeziorem Finlandii. Należy do zlewni rzeki Kokemäenjoki. Leży na terenie gmin Tampere, Ylöjärvi i Ruovesi. Nad Näsijärvi leży miasto Tampere.